# 上殿神経
上殿神経（じょうでんしんけい、superior gluteal nerve）は、仙骨神経叢から起こり中臀筋、小臀筋、大腿筋膜張筋に広がる神経である。仙骨神経叢の第4、第5腰神経、第1仙骨神経から発し、上臀動脈、上臀静脈とともに大坐骨孔の梨状筋上孔から骨盤を出る。ここで上下に分かれ、上は小臀筋に止まり、下は小臀筋と中臀筋に神経線維を広げながら大腿筋膜張筋に止まる。

## 上殿神経の障害
歩行において、立脚側の中臀筋、小臀筋は、股関節を外転させる力を働かせて骨盤を水平に保っている。上殿神経の障害によってこれらの筋肉が弱ったり麻痺したりすると、骨盤の遊脚側が下がる。これをトレンデレンブルグ徴候陽性といい、このような歩行障害をトレンデレンブルグ跛行や中臀筋歩行という。両側の麻痺では体幹を左右に振るよちよち歩行・動揺歩行が生じる。